# Списък на нобеловите лауреати
Нобеловите награди (на шведски: Nobelpriset, на норвежки: Nobelprisen) се присъждат ежегодно от Шведската кралска академия на науките, Шведската академия, Каролинския институт и Норвежкия Нобелов комитет на лица и организации, които имат изключителен принос в областта на химията, физиката, литературата, мира и физиологията или медицината. Наградите са създадени със завещанието на Алфред Нобел от 1895 г., което диктува наградите да се администрират от фондация „Нобел“. Допълнителна награда в памет на Алфред Нобел е учредена през 1968 г. от Sveriges Riksbank (централната банка на Швеция) за изключителен принос в областта на икономиката. Всеки носител на наградата, наричан „нобелов лауреат“, получава златен медал, диплома и парична сума, чийто размер се определя ежегодно от фондация „Нобел“.

## Лауреати
Между 1901 г. и 2017 г. Нобеловите награди и Нобеловата мемориална награда за икономически науки са присъдени 585 пъти на 923 души и организации. Тъй като някои от лауреатите получават Нобелова награда повече от веднъж, това прави общо 892 души (включително 844 мъже, 48 жени) и 24 организации. Шестима Нобелови лауреати не получават разрешение от техните правителства да приемат Нобеловата награда. Адолф Хитлер забранява на четирима германци, Рихард Кун (химия, 1938 г.), Адолф Бутенант (химия, 1939 г.), Герхард Домаг (физиология или медицина, 1939 г.) и Карл фон Осиецки (мир, 1936 г.) да приемат своите Нобелови награди. Китайското правителство забранява на Лиу Сяобо да приеме своята Нобелова награда (за мир, 2010 г.), а правителството на Съветския съюз оказва натиск върху Борис Пастернак (литература, 1958 г.) да откаже наградата си. Лиу Сяобо, Карл фон Осиецки и Аун Сан Су Чи получават Нобеловата си награда, докато са в затвора или в ареста. Двама нобелови лауреати, Жан-Пол Сартър (литература, 1964 г.) и Ле Дък Тхо (мир, 1973 г.), отказват наградата – Сартър отказва наградата, тъй като отказва по принцип отказва официални почести, а Тхо отказва наградата поради ситуацията, в която се намира Виетнам по това време.
Седем лауреати са получавали повече от една награда; от седемте, Международният комитет на Червения кръст е получавал Нобелова награда за мир три пъти, повече от всеки друг човек или организация. ВКБООН е носител на Нобелова награда за мир два пъти. Също така Нобеловата награда за физика е присъждана два пъти на Джон Бардийн, както и Нобеловата награда за химия е присъждана два пъти на Фредерик Сангър и Карл Бари Шарплес. Двама нобелови лауреати са наградени два пъти, но не в една и съща област: Мария Кюри (физика и химия) и Лайнъс Полинг (химия и мир). Сред 892-мата Нобелови лауреати 48 са жени; първата жена, получила Нобелова награда, е Мария Кюри, която получава Нобелова награда за физика през 1903 г. Тя е и първият човек, който получава две Нобелови награди, като втората награда е за химия, връчена през 1911 г.

## Списък на лауреатите
| Година | Физика                                               | Химия                                           | Физиология или медицина                                     | Литература                             | Мир                                                                                                  | Икономика                                         |
| ------ | ---------------------------------------------------- | ----------------------------------------------- | ----------------------------------------------------------- | -------------------------------------- | --- | ------------------------------------------------- |
| 1901   | Вилхелм Рьонтген                                     | Якоб Вант Хоф                                   | Емил фон Беринг                                             | Сюли Прюдом                            | Анри Дюнан Фредерик Паси                                                                             | —                                                 |
| 1902   | Хендрик Лоренц Питер Зееман                          | Емил Фишер                                      | Роналд Рос                                                  | Теодор Момзен                          | Ели Дюкомен Шарл Албер Гоба                                                                          | —                                                 |
| 1903   | Анри Бекерел Пиер Кюри Мария Кюри                    | Сванте Август Арениус                           | Нилс Финсен                                                 | Бьорнстерне Бьорнсон                   | Уилям Рандъл Кримър                                                                                  | —                                                 |
| 1904   | Лорд Рeйли                                           | Уилям Рамзи                                     | Иван Павлов                                                 | Фредерик Мистрал Хосе Ечегарай         | Институт по международно право                                                                       | —                                                 |
| 1905   | Филип Ленард                                         | Адолф фон Байер                                 | Роберт Кох                                                  | Хенрик Сенкевич                        | Берта фон Зутнер                                                                                     | —                                                 |
| 1906   | Джоузеф Джон Томсън                                  | Анри Моасан                                     | Камило Голджи, Сантяго Рамон и Кахал                        | Джозуе Кардучи                         | Теодор Рузвелт                                                                                       | —                                                 |
| 1907   | Албърт Майкелсън                                     | Едуард Бухнер                                   | Шарл Лаверан                                                | Ръдиард Киплинг                        | Ернесто Теодоро Монета Луи Рено                                                                      | —                                                 |
| 1908   | Габриел Липман                                       | Ърнест Ръдърфорд                                | Иля Мечников, Паул Ерлих                                    | Рудолф Ойкен                           | Клас Понтус Арнолдсон Фредрик Байер                                                                  | —                                                 |
| 1909   | Карл Фердинанд Браун Гулиелмо Маркони                | Вилхелм Оствалд                                 | Емил Теодор Кохер                                           | Селма Лагерльоф                        | Огюст Бернарт Пол д'Естурнел                                                                         | —                                                 |
| 1910   | Йоханес ван дер Ваалс                                | Ото Валах                                       | Албрехт Косел                                               | Паул фон Хайзе                         | Международно бюро за мир                                                                             | —                                                 |
| 1911   | Вилхелм Вин                                          | Мария Кюри                                      | Алвар Гулстранд                                             | Морис Метерлинк                        | Тобиас Михаел Карел Асер Алфред Херман Фрид                                                          | —                                                 |
| 1912   | Нилс Густаф Дален                                    | Виктор Гриняр Пол Сабатие                       | Алексис Карел                                               | Герхарт Хауптман                       | Илайхю Рут                                                                                           | —                                                 |
| 1913   | Хейке Камерлинг Онес                                 | Алфред Вернер                                   | Шарл Рише                                                   | Рабиндранат Тагор                      | Анри Лафонтен                                                                                        | —                                                 |
| 1914   | Макс фон Лауе                                        | Теодор Ричардс                                  | Роберт Барани                                               | не се присъжда                         | не се присъжда                                                                                       | —                                                 |
| 1915   | Уилям Хенри Браг Уилям Лорънс Браг                   | Рихард Вилщетер                                 | не се присъжда                                              | Ромен Ролан                            | не се присъжда                                                                                       | —                                                 |
| 1916   | не се присъжда                                       | не се присъжда                                  | не се присъжда                                              | Вернер фон Хейденстам                  | не се присъжда                                                                                       | —                                                 |
| 1917   | Чарлз Гловър Баркла                                  | не се присъжда                                  | не се присъжда                                              | Карл Гелеруп Хенрик Понтопидан         | Международен комитет на Червения кръст                                                               | —                                                 |
| 1918   | Макс Планк                                           | Фриц Хабер                                      | не се присъжда                                              | не се присъжда                         | не се присъжда                                                                                       | —                                                 |
| 1919   | Йоханес Щарк                                         | не се присъжда                                  | Жул Борде                                                   | Карл Спителер                          | Удроу Уилсън                                                                                         | —                                                 |
| 1920   | Шарл Едуар Гийом                                     | Валтер Нернст                                   | Аугуст Крог                                                 | Кнут Хамсун                            | Леон Буржоа                                                                                          | —                                                 |
| 1921   | Алберт Айнщайн                                       | Фредерик Соди                                   | не се присъжда                                              | Анатол Франс                           | Карл Ялмар Брантинг Кристиан Лоус Ланге                                                              | —                                                 |
| 1922   | Нилс Бор                                             | Франсис Уилям Астън                             | Арчибалд Хил Ото Майерхоф                                   | Хасинто Бенавенте                      | Фритьоф Нансен                                                                                       | —                                                 |
| 1923   | Робърт Миликан                                       | Фриц Прегъл                                     | Фредерик Бантинг Джон Маклауд                               | Уилям Бътлър Йейтс                     | не се присъжда                                                                                       | —                                                 |
| 1924   | Мане Сигбан                                          | не се присъжда                                  | Вилем Ейнтховен                                             | Владислав Реймонт                      | не се присъжда                                                                                       | —                                                 |
| 1925   | Джеймс Франк Густав Лудвиг Херц                      | Рихард Зигмонди                                 | не се присъжда                                              | Джордж Бърнард Шоу                     | Остин Чембърлейн Чарлс Дауес                                                                         | —                                                 |
| 1926   | Жан Батист Перен                                     | Теодор Сведберг                                 | Йоханес Фибигер                                             | Грация Деледа                          | Аристид Бриан Густав Щреземан                                                                        | —                                                 |
| 1927   | Артър Холи Комптън Чарлс Уилсън                      | Хайнрих Виланд                                  | Юлиус Вагнер-Яурег                                          | Анри Бергсон                           | Фердинан Бюисон Лудвиг Квиде                                                                         | —                                                 |
| 1928   | Оуен Ричардсън                                       | Адолф Виндаус                                   | Шарл Никол                                                  | Сигрид Унсет                           | не се присъжда                                                                                       | —                                                 |
| 1929   | Луи дьо Бройл                                        | Артър Хардън Ханс фон Ойлер-Келпин              | Кристиан Ейкман Frederick Gowland Hopkins                   | Томас Ман                              | Франк Билингс Келог                                                                                  | —                                                 |
| 1930   | Венката Раман                                        | Ханс Фишер                                      | Карл Ландщайнер                                             | Синклер Луис                           | Натан Сьодерблум                                                                                     | —                                                 |
| 1931   | не се присъжда                                       | Карл Бош Фридрих Бергиус                        | Ото Варбург                                                 | Ерик Аксел Карлфелт                    | Джейн Адамс Никълъс Мъри Бътлър                                                                      | —                                                 |
| 1932   | Вернер Хайзенберг                                    | Ървинг Лангмюр                                  | Чарлз Шерингтън Едгар Ейдриън                               | Джон Голсуърти                         | не се присъжда                                                                                       | —                                                 |
| 1933   | Ервин Шрьодингер Пол Дирак                           | не се присъжда                                  | Томас Морган                                                | Иван Бунин                             | Норман Ейнджъл                                                                                       | —                                                 |
| 1934   | не се присъжда                                       | Харолд Юри                                      | Джордж Уипъл Джордж Майнът Уилям Мърфи                      | Луиджи Пирандело                       | Артър Хендерсън                                                                                      | —                                                 |
| 1935   | Джеймс Чадуик                                        | Фредерик Жолио-Кюри Ирен Жолио-Кюри             | Ханс Шпеман                                                 | не се присъжда                         | Карл фон Осиецки                                                                                     | —                                                 |
| 1936   | Виктор Франц Хес Карл Дейвид Андерсън                | Петер Дебай                                     | Хенри Дейл, Ото Льови                                       | Юджийн О'Нийл                          | Карлос Сааведра Ламас                                                                                | —                                                 |
| 1937   | Клинтън Дейвисън Джордж Паджет Томсън                | Norman Haworth; Паул Карер                      | Алберт Сент-Дьорди                                          | Роже Мартен дю Гар                     | Робърт Сесил                                                                                         | —                                                 |
| 1938   | Енрико Ферми                                         | Рихард Кун                                      | Корней Хейманс                                              | Пърл Бък                               | Международна служба за бежанците „Нансен“                                                            | —                                                 |
| 1939   | Ърнест Лорънс                                        | Адолф Бутенант Лавослав Ружичка                 | Герхард Домаг                                               | Франс Емил Силанпя                     | не се присъжда                                                                                       | —                                                 |
| 1940   | Отменени заради Втората световна война               | Отменени заради Втората световна война          | Отменени заради Втората световна война                      | Отменени заради Втората световна война | Отменени заради Втората световна война                                                               | —                                                 |
| 1941   | Отменени заради Втората световна война               | Отменени заради Втората световна война          | Отменени заради Втората световна война                      | Отменени заради Втората световна война | Отменени заради Втората световна война                                                               | —                                                 |
| 1942   | Отменени заради Втората световна война               | Отменени заради Втората световна война          | Отменени заради Втората световна война                      | Отменени заради Втората световна война | Отменени заради Втората световна война                                                               | —                                                 |
| 1943   | Ото Щерн                                             | Дьорд де Хевеши                                 | Едуард Дойзи, Хенрик Дам                                    | не се присъжда                         | не се присъжда                                                                                       | —                                                 |
| 1944   | Изидор Раби                                          | Ото Хан                                         | Джоузеф Ърлангър, Herbert Spencer Gasser                    | Йоханес Йенсен                         | Международен комитет на Червения кръст                                                               | —                                                 |
| 1945   | Волфганг Паули                                       | Артури Виртанен                                 | Александър Флеминг Ернст Борис Чейн Хауърд Флори            | Габриела Мистрал                       | Кордел Хъл                                                                                           | —                                                 |
| 1946   | Пърси Уилямс Бриджман                                | Джеймс Съмнър Джон Хауърд Нортроп Уендъл Стенли | Херман Джоузеф Малър                                        | Херман Хесе                            | Емили Грийн Болч Джон Мот                                                                            | —                                                 |
| 1947   | Едуард Виктор Епълтън                                | Робърт Робинсън                                 | Карл Фердинанд Кори Гърти Кори Бернардо Усай                | Андре Жид                              | Квакерски страж на мира и обществото Американски благотворителен комитет на приятелите               | —                                                 |
| 1948   | Патрик Блакет                                        | Арне Тиселиус                                   | Паул Мюлер                                                  | Т. С. Елиът                            | не се присъжда                                                                                       | —                                                 |
| 1949   | Хидеки Юкава                                         | Уилям Джиок                                     | Валтер Хес, Егаш Мониш                                      | Уилям Фокнър                           | Джон Бойд Ор                                                                                         | —                                                 |
| 1950   | Сесил Франк Поуел                                    | Ото Дилс Курт Алдер                             | Филип Хенч Едуард Кендъл Тадеуш Райхщайн                    | Бъртранд Ръсел                         | Ралф Бънч                                                                                            | —                                                 |
| 1951   | Джон Кокрофт Ърнест Уолтън                           | Едуин Макмилан Глен Сиборг                      | Макс Тейлър                                                 | Пер Лагерквист                         | Леон Жуо                                                                                             | —                                                 |
| 1952   | Феликс Блох Едуард Милс Пърсел                       | Арчър Мартин Ричард Лорънс Милингтън Синг       | Селман Ваксман                                              | Франсоа Мориак                         | Алберт Швайцер                                                                                       | —                                                 |
| 1953   | Фриц Цернике                                         | Херман Щаудингер                                | Ханс Адолф Кребс, Фриц Липман                               | Уинстън Чърчил                         | Джордж Маршал                                                                                        | —                                                 |
| 1954   | Макс Борн Валтер Боте                                | Лайнъс Полинг                                   | Джон Франклин Ендърс, Фредерик Робинс, Томас Уелър          | Ърнест Хемингуей                       | Върховен комисариат на ООН за бежанците                                                              | —                                                 |
| 1955   | Уилис Лам Поликарп Куш                               | Винсент дю Виньо                                | Hugo Theorell                                               | Халдоур Лакснес                        | не се присъжда                                                                                       | —                                                 |
| 1956   | Джон Бардийн Уолтър Братейн Уилям Шокли              | Сирил Хиншълуд, Николай Семьонов                | Андре Курнан Вернер Форсман Дикинсън Ричардс                | Хуан Рамон Хименес                     | не се присъжда                                                                                       | —                                                 |
| 1957   | Джъннин Ян Джъндао Ли                                | Александър Тод                                  | Daniel Bovet                                                | Албер Камю                             | Лестър Пиърсън                                                                                       | —                                                 |
| 1958   | Павел Черенков Иля Франк Игор Там                    | Фредерик Сангър                                 | Джордж Бидъл Едуард Тейтъм Джошуа Лидърбърг                 | Борис Пастернак                        | Доминик Пир                                                                                          | —                                                 |
| 1959   | Емилио Сегре Оуен Чембърлейн                         | Ярослав Хейровски                               | Артър Корнбърг, Северо Очоа                                 | Салваторе Куазимодо                    | Филип Ноуъл-Бейкър                                                                                   | —                                                 |
| 1960   | Доналд Глейзър                                       | Уилард Либи                                     | Франк Макфарлейн Бърнет Питър Медауар                       | Сен-Джон Перс                          | Албърт Лутули                                                                                        | —                                                 |
| 1961   | Роберт Хофщетер Рудолф Мьосбауер                     | Мелвин Калвин                                   | Georg von Békésy                                            | Иво Андрич                             | Даг Хамаршелд                                                                                        | —                                                 |
| 1962   | Лев Ландау                                           | Макс Перуц, Джон Кендрю                         | Франсис Крик Джеймс Уотсън Морис Уилкинс                    | Джон Стайнбек                          | Лайнъс Полинг                                                                                        | —                                                 |
| 1963   | Юджин Уигнър Мария Гьоперт-Майер Ханс Йенсен         | Карл Циглер, Джулио Ната                        | Джон Екълс Алън Ходжкин Андрю Хъксли                        | Георгиос Сеферис                       | Международен комитет на Червения кръст Международна федерация на Червения кръст и Червения полумесец | —                                                 |
| 1964   | Чарлз Хард Таунс Николай Басов Александър Прохоров   | Дороти Кроуфут Ходжкин                          | Конрад Блох Фьодор Линен                                    | Жан-Пол Сартър                         | Мартин Лутър Кинг                                                                                    | —                                                 |
| 1965   | Шиничиро Томонага Джулиан Швингър Ричард Файнман     | Робърт Бърнс Удуърд                             | Франсоа Жакоб Андре Лвоф Жак Моно                           | Михаил Шолохов                         | УНИЦЕФ                                                                                               | —                                                 |
| 1966   | Алфред Кастлер                                       | Робърт Мъликен                                  | Пейтън Раус Чарлз Хъгинз                                    | Шмуел Йосеф Агнон Нели Закс            | не се присъжда                                                                                       | —                                                 |
| 1967   | Ханс Бете                                            | Манфред Айген, Роналд Нориш, Джордж Портър      | Рагнар Гранит Холдън Кефър Хартлайн Джордж Уолд             | Мигел Анхел Астуриас                   | не се присъжда                                                                                       | —                                                 |
| 1968   | Луис Алварес                                         | Ларс Онсагер                                    | Робърт Холи Хар Корана Маршал Ниренберг                     | Ясунари Кавабата                       | Рене Касен                                                                                           | —                                                 |
| 1969   | Мъри Гел-Ман                                         | Дерек Бартън,                                   | Макс Делбрюк Алфред Хърши Салвадор Лурия                    | Самюъл Бекет                           | Международна организация на труда                                                                    | Рагнар Фриш Ян Тинберген                          |
| 1970   | Ханес Алфвен Луи Неел                                | Луи Лелоар                                      | Джулиъс Акселрод Улф фон Ойлер Бернард Кац                  | Александър Солженицин                  | Норман Борлауг                                                                                       | Пол Самюелсън                                     |
| 1971   | Денис Габор                                          | Герхард Херцберг                                | Earl Wilbur Sutherland Jr.                                  | Пабло Неруда                           | Вили Бранд                                                                                           | Саймън Кузнец                                     |
| 1972   | Джон Бардийн Лион Купър Джон Робърт Шрифър           | Кристиан Анфинсен Станфорд Мур Уилям Стайн      | Джералд Еделман Родни Портър                                | Хайнрих Бьол                           | не се присъжда                                                                                       | Джон Хикс Кенет Ароу                              |
| 1973   | Лео Есаки Ивар Йевер Брайън Джоузефсън               | Ернст Ото Фишер, Джефри Уилкинсън               | Карл фон Фриш Конрад Лоренц Николаас Тинберген              | Патрик Уайт                            | Хенри Кисинджър Ле Дък Тхо                                                                           | Василий Леонтиев                                  |
| 1974   | Мартин Райл Антъни Хюиш                              | Пол Флори                                       | Албер Клод Кристиан дьо Дюв Джордж Паладе                   | Ейвинд Юнсон Хари Мартинсон            | Шон Макбрайд Ейсаку Сато                                                                             | Гунар Мюрдал Фридрих Хайек                        |
| 1975   | Ааге Нилс Бор Бен Рой Мотелсон Джеймс Рейнуотър      | Джон Корнфорт, Владимир Прелог                  | David Baltimore; Renato Dulbecco; Howard Martin Temin       | Еудженио Монтале                       | Андрей Сахаров                                                                                       | Леонид Канторович Тялинг Купманс                  |
| 1976   | Бъртън Рихтер Самюел Тинг                            | Уилям Липскъм                                   | Барух Блумбърг Даниъл Карлтън Гайдъшек                      | Сол Белоу                              | Бети Уилямс Марийд Кориган                                                                           | Милтън Фридман                                    |
| 1977   | Филип Уорън Андерсън Невил Франсис Мот Джон ван Флек | Иля Пригожин                                    | Роже Гиймен Андрю Шали Розалин Ялоу                         | Висенте Алейксандре                    | Амнести Интернешънъл                                                                                 | Бертил Олин Джеймс Мийд                           |
| 1978   | Пьотър Капица Арно Пензиас Робърт Удроу Уилсън       | Питър Денис Мичъл                               | Werner Arber Даниел Нейтънс Хамилтън Смит                   | Исак Башевис Сингер                    | Ануар Садат Менахем Бегин                                                                            | Хърбърт Саймън                                    |
| 1979   | Шелдън Глашоу Абдус Салам Стивън Уайнбърг            | Хърбърт Браун, Георг Витиг                      | Алън Кормак Годфри Хаунсфийлд                               | Одисеас Елитис                         | Майка Тереза                                                                                         | Теодор Шулц Артър Луис                            |
| 1980   | Джеймс Кронин Вал Логсдън Фич                        | Пол Бърг, Уолтър Гилбърт; Фредерик Сангър       | Барух Бенасераф Жан Досе Джордж Снел                        | Чеслав Милош                           | Адолфо Перес Ескивел                                                                                 | Лорънс Клайн                                      |
| 1981   | Николас Блумберген Артър Шолоу Кай Сигбан            | Кеничи Фукуи, Роалд Хофман                      | Roger Wolcott Sperry; Дейвид Хюбел Torsten Wiesel           | Елиас Канети                           | Върховен комисариат на ООН за бежанците                                                              | Джеймс Тоубин                                     |
| 1982   | Кенет Уилсън                                         | Аарон Клуг                                      | Sune Bergström; Bengt I. Samuelsson; John Vane              | Габриел Гарсия Маркес                  | Алва Мюрдал Алфонсо Гарсия Роблес                                                                    | Джордж Стиглър                                    |
| 1983   | Субраманиан Чандрасекар Уилям Алфред Фаулър          | Хенри Таубе                                     | Барбара Макклинтък                                          | Уилям Голдинг                          | Лех Валенса                                                                                          | Джерард Дебрю                                     |
| 1984   | Карло Рубия Симон ван дер Меер                       | Робърт Мерифийлд                                | Сесар Милстейн Георг Кьолер Нилс Кай Йерне                  | Ярослав Сейферт                        | Дезмънд Туту                                                                                         | Ричард Стоун                                      |
| 1985   | Клаус фон Клицинг                                    | Хърбърт Хауптман, Джером Карл                   | Michael Stuart Brown; Joseph L. Goldstein                   | Клод Симон                             | Лекарите в света за предотвратяване на ядрената война                                                | Франко Модиляни                                   |
| 1986   | Ернст Руска Герд Биниг Хайнрих Рорер                 | Дъдли Хършбах, Ли Юан Цъ, Джон Полани           | Стенли Коен Рита Леви-Монталчини                            | Уоле Шоинка                            | Ели Визел                                                                                            | Джеймс Бюканън                                    |
| 1987   | Йохан Георг Беднорц Карл Мюлер                       | Доналд Крам Жан-Мари Лен Чарлз Педерсън         | Сусуму Тонегава                                             | Йосиф Бродски                          | Оскар Ариас Санчес                                                                                   | Робърт Солоу                                      |
| 1988   | Лион Ледърман Мелвин Шварц Джак Стайнбъргър          | Йохан Дайзенхофер, Роберт Хубер; Хартмут Михел  | Джеймс Блек Гъртруд Елион Джордж Хичингс                    | Нагиб Махфуз                           | Международни сили на ООН за поддържане на мира                                                       | Морис Але                                         |
| 1989   | Норман Рамзи Ханс Георг Демелт Волфганг Паул         | Сидни Олтман, Томас Чек                         | J. Michael Bishop; Harold E. Varmus                         | Камило Хосе Села                       | Тензин Гяцо (14-ият Далай Лама)                                                                      | Тригве Ховелму                                    |
| 1990   | Джеръм Фридман Хенри Кендъл Ричард Тейлър            | Елайъс Кори                                     | Джоузеф Мъри Едуард Донал Томас                             | Октавио Пас                            | Михаил Горбачов                                                                                      | Хари Марковиц Мъртън Милър Уилям Форсайт Шарп     |
| 1991   | Пиер-Жил дьо Жен                                     | Рихард Ернст                                    | Ервин Неер Берт Закман                                      | Надин Гордимър                         | Аун Сан Су Чи                                                                                        | Роналд Коуз                                       |
| 1992   | Жорж Шарпак                                          | Рудолф Маркъс                                   | Edmond H. Fischer; Edwin G. Krebs                           | Дерек Уолкът                           | Ригоберта Менчу                                                                                      | Гари Бекър                                        |
| 1993   | Ръсел Хълс Джоузеф Тейлър                            | Кари Мълис, Майкъл Смит                         | Ричард Робъртс Филип Шарп                                   | Тони Морисън                           | Нелсън Мандела Фредерик де Клерк                                                                     | Робърт Фогел Дъглас Норт                          |
| 1994   | Бъртрам Брокхауз Клифърд Шул                         | Джордж Ола                                      | Alfred G. Gilman; Martin Rodbell                            | Кендзабуро Ое                          | Ясер Арафат Шимон Перес Ицхак Рабин                                                                  | Джон Харшани Джон Наш Райнхард Зелтен             |
| 1995   | Мартин Пърл Фредерик Рейнс                           | Паул Крутцен, Марио Молина, Шерууд Роуланд      | Едуард Б. Люис Кристиане Нюслайн-Фолхард; Eric F. Wieschaus | Шеймъс Хийни                           | Юзеф Ротблат Пъгуошки конференции за наука и световни проблеми                                       | Робърт Лукас                                      |
| 1996   | Дейвид Лий Дъглас Ошероф Робърт Ричардсън            | Робърт Кърл Харолд Крото Ричард Смоли           | Питър Дохърти Ролф Цинкернагел                              | Вислава Шимборска                      | Карлуш Филипи Шимениш Белу Жузе Рамус-Орта                                                           | Джеймс Мирлийс Уилям Викри                        |
| 1997   | Стивън Чу Клод Коен-Тануджи Уилям Филипс             | Пол Бойер Джон Уокър Йенс Скоу                  | Stanley B. Prusiner                                         | Дарио Фо                               | Международна кампания за забрана на противопехотните мини Джоди Уилямс                               | Робърт Мъртън Майрън Шолс                         |
| 1998   | Робърт Лафлин Хорст Щьормер Даниъл Ци                | Валтер Кон Джон Поупъл                          | Робърт Фърчгот Луис Игнаро Ферид Мурад                      | Жузе Сарамагу                          | Джон Хюм Дейвид Тримбъл                                                                              | Амартя Сен                                        |
| 1999   | Герардус 'т Хоофт Мартинус Велтман                   | Ахмед Зеуаил                                    | Гюнтер Блобел                                               | Гюнтер Грас                            | Лекари без граници                                                                                   | Робърт Мъндел                                     |
| 2000   | Джак Килби Жорес Алфьоров Херберт Крьомер            | Алан Хийгър Алан Макдайърмид Хидеки Ширакава    | Арвид Карлсон Пол Грийнгард Ерик Кандел                     | Гао Синдзиен                           | Ким Де Чун                                                                                           | Джеймс Хекман Даниъл Макфадън                     |
| 2001   | Ерик Корнел Волфганг Кетерле Карл Уиман              | Уилям Ноулс Рьоджи Нойори Карл Бари Шарплес     | Лиланд Хартуел Тим Хънт Пол Нърс                            | Видиядхар Сураджпрасад Найпол          | ООН Кофи Анан                                                                                        | Джордж Акерлоф Майкъл Спенс Джоузеф Стиглиц       |
| 2002   | Рикардо Джакони Реймънд Дейвис Масатоши Кошиба       | Джон Фен Коичи Танака Курт Вютрих               | Sydney Brenner; H. Robert Horvitz; John Sulston             | Имре Кертес                            | Джими Картър                                                                                         | Даниел Канеман Върнън Смит                        |
| 2003   | Алексей Абрикосов Виталий Гинзбург Антъни Легет      | Питър Агре Родерик Маккинън                     | Paul Lauterbur; Peter Mansfield                             | Дж. М. Кутси                           | Ширин Ебади                                                                                          | Робърт Енгъл Клайв Грейнджър                      |
| 2004   | Дейвид Грос Дейвид Полицер Франк Уилчек              | Аарон Чихановер Аврам Хершко Ъруин Роуз         | Ричард Аксел Линда Бък                                      | Елфриде Йелинек                        | Уангари Маатаи                                                                                       | Фин Кюдланд Едуард Прескът                        |
| 2005   | Рой Глаубер Джон Хол Теодор Хенш                     | Ив Шовен Робърт Гръбс Ричард Шрок               | Бари Маршал Робин Уорън                                     | Харолд Пинтър                          | Международна агенция за атомна енергия Мохамед ел-Барадей                                            | Робърт Ауман Томас Шелинг                         |
| 2006   | Джон Мадър Джордж Смут                               | Роджър Корнбърг                                 | Andrew Fire; Craig Mello                                    | Орхан Памук                            | Мухамад Юнус „Грамин Банк“                                                                           | Едмънд Фелпс                                      |
| 2007   | Албер Ферт Петер Грюнберг                            | Герхард Ертъл                                   | Mario Capecchi; Martin Evans; Oliver Smithies               | Дорис Лесинг                           | Междуправителствена експертна група по климатични промени Ал Гор                                     | Леонид Хурвич Ерик Маскин Роджър Майърсън         |
| 2008   | Йоичиро Намбу Макото Кобаяши Тошихиде Маскава        | Осаму Шимомура Мартин Чалфи Роджър Циен         | Харалд цур Хаузен Франсоаз Баре-Синуси Люк Монтание         | Жан-Мари Гюстав Льо Клезио             | Марти Ахтисаари                                                                                      | Пол Кругман                                       |
| 2009   | Чарлз Као Уилард Бойл Джордж Смит                    | Венката Раман Томас Щайц Ада Йонат              | Елизабет Блекбърн Карол Грейдър Джак Шостак                 | Херта Мюлер                            | Барак Обама                                                                                          | Елинор Остром Оливър Уилямсън                     |
| 2010   | Андре Гейм Константин Новосьолов                     | Ричард Хек Еичи Негиши Акира Сузуки             | Robert Edwards                                              | Марио Варгас Льоса                     | Лиу Сяобо                                                                                            | Питър Дайъмънд Дейл Мортенсен Кристофър Писаридис |
| 2011   | Сол Пърлмутър Адам Рийс Брайън Шмит                  | Дан Шехтман                                     | Брус Бойтлер Жул Хофман Ралф Стайнман                       | Тумас Транстрьомер                     | Елън Джонсън Сърлийф Лейма Гбоуи Тауакул Карман                                                      | Томас Сарджънт Кристофър Симс                     |
| 2012   | Серж Арош Дейвид Уайнленд                            | Брайън Кобилка Робърт Лефковиц                  | Джон Гърдън Шиня Яманака                                    | Мо Йен                                 | Европейски съюз                                                                                      | Алвин Рот Лойд Шапли                              |
| 2013   | Франсоа Англер Питър Хигс                            | Мартин Карплус Майкъл Левит Ари Варшел          | Джеймс Ротман Ранди Шекман Томас Зюдхоф                     | Алис Мънро                             | Организация за забрана на химическите оръжия                                                         | Юджийн Фама Ларс Питър Хансен Робърт Шилър        |
| 2014   | Исаму Акасаки Хироши Амано Шуджи Накамура            | Ерик Бециг Щефан Хел Уилям Мьорнър              | Джон О'Кийф Май-Брит Мосер Едвард Мосер                     | Патрик Модиано                         | Кайлаш Сатяртхи Малала Юсафзаи                                                                       | Жан Тирол                                         |
| 2015   | Такааки Каджита Артър Макдоналд                      | Томас Линдал Пол Модрич Азиз Санджар            | Уилям Кемпбъл Сатоши Омура Ту Йоуйоу                        | Светлана Алексиевич                    | Тунизийски квартет за национален диалог                                                              | Ангъс Дийтън                                      |
| 2016   | Дейвид Таулес Дънкан Халдейн Майкъл Костерлиц        | Жан-Пиер Соваж Фрейзър Стодарт Бен Феринга      | Йошинори Осуми                                              | Боб Дилън                              | Хуан Мануел Сантос                                                                                   | Оливър Харт Бенгт Холмстрьом                      |
| 2017   | Райнър Уайс Бари Бариш Кип Торн                      | Жак Дюбоше Йоахим Франк Ричард Хендерсън        | Джефри Хол Майкъл Росбаш Майкъл Йънг                        | Казуо Ишигуро                          | Международна кампания за забрана на ядреното оръжие                                                  | Ричард Тейлър                                     |
| 2018   | Артър Ашкин Жерар Муру Дона Стрикланд                | Франсис Арнолд Джордж Смит Грег Уинтър          | Джеймс Алисън Тасуку Хонджо                                 | Олга Токарчук                          | Денис Муквеге Надия Мурад                                                                            | Уилям Нордхаус Пол Ромър                          |
| 2019   | Джим Пийбълс Мишел Майор Дидие Кело                  | Джон Гудинаф Стенли Уитингам Акира Йошино       | Уилям Келин Питър Ратклиф Грег Семенза                      | Петер Хандке                           | Абий Ахмед                                                                                           | Абхиджит Банерджи Естер Дюфло Майкъл Кремър       |
| 2020   | Роджър Пенроуз Райнхард Генцел Андреа Гез            | Еманюел Шарпантие Дженифър Даудна               | Харви Алтър Майкъл Хоутън Чарлз Райс                        | Луиз Глик                              | Световна програма по прехраната                                                                      | Пол Милгръм Робърт Уилсън                         |
| 2021   | Джорджо Паризи Клаус Хаселман Сюкуро Манабе          | Бенямин Лист Дейвид Макмилан                    | Дейвид Джулиъс Ардем Патапутян                              | Абдулразак Гурна                       | Мария Реса Дмитрий Муратов                                                                           | Дейвид Кард Джошуа Ангрист Гуидо Имбенс           |
| 2022   | Ален Аспе Джон Клаузър Антон Цайлингер               | Керълин Бъртози Мортен Мелдал Карл Бари Шарплес | Сванте Паабо                                                | Ани Ерно                               | Алес Бяляцки Мемориал Център за граждански свободи                                                   | Бен Бернанке Дъглас Даймънд Филип Дибвиг          |
| 2023   | Пиер Агостини Ференц Краус Ан Люйлие                 | Мунги Бауенди Louis E. Brus; Алексей Екимов     | Каталин Карико Drew Weissman                                | Юн Фосе                                | Наргиз Мохамади                                                                                      | Клаудия Голдин                                    |

## 50-годишно правило за поверителност
Комисията не съобщава имената на номинираните нито на медиите, нито на самите номинирани. Доколкото конкретни имена често се появяват в ранните прогнози за това кой ще получи наградата през дадена година, това е или чиста спекулация, или вътрешна информация от лицето или хората, които са изпратили номинацията. След петдесет години базата данни с номинации, поддържана от Нобеловия комитет, става достъпна за обществеността.